# شاپرک‌جغدی‌ها
شاپرک‌جغدی‌ها (نام علمی: Noctua) (لاتین به معنای «جغد کوچک») یک سرده از شاپرک‌ها است. آنها بال‌های جلویی کدر و دیدگریز و اغلب بال‌های عقبی بسیار روشن دارند. هنگامی که پروانه‌ها استراحت می‌کنند، این‌ها در زیر بال‌های جلویی پنهان می‌شوند که منجر به نام رایج زیربال زرد برای آن‌ها می‌شود. با این حال، آنها ارتباط نزدیکی با شب‌پره‌های زیربال راستین (Catocala) ندارند، جدا از اینکه هر دو از بالاخانوادهٔ جغدی‌واران (و در طبقه‌بندی سنتی، شاپرکان جغدی) هستند. آنها پروازگرهای خوبی هستند.

## گونه‌ها
- Noctua atlantica Warren، 1905
- Noctua carvalhoi Pinker، 1983
- Noctua comes - Hübner زیربال زرد کمتر، [1813]
- Noctua fimbriata - زیربال زرد با لبهٔ پهن Schreber، 1759
- Noctua interjecta – کمترین زردی زیربال Hübner، [1803]
- Noctua interposita Hübner، [1790]
- Noctua janthe – زیربال زرد با لبهٔ بال کمتر Borkhausen ، 1792
- Noctua janthina – زیربال زرد با لبهٔ بال کمتر [Schiffermüller]، 1775
- Noctua noacki Boursin ، 1957
- Noctua orbona – زیربال زرد ماه‌رخ Hufnagel، 1766
- Noctua pronuba - زیربال زردی بزرگ (Linnaeus، 1758)
- Noctua teixeirai Pinker، 1971
- Noctua tertia Mentzer, Moberg & Fibiger، 1991
- Noctua tirrenica Biebinger, Speidel & Hanigk، 1983
- Noctua undosa Leech، 1889
- Noctua warreni Lödl، 1987

## مقایسه شاپرک‌جغدی‌ها

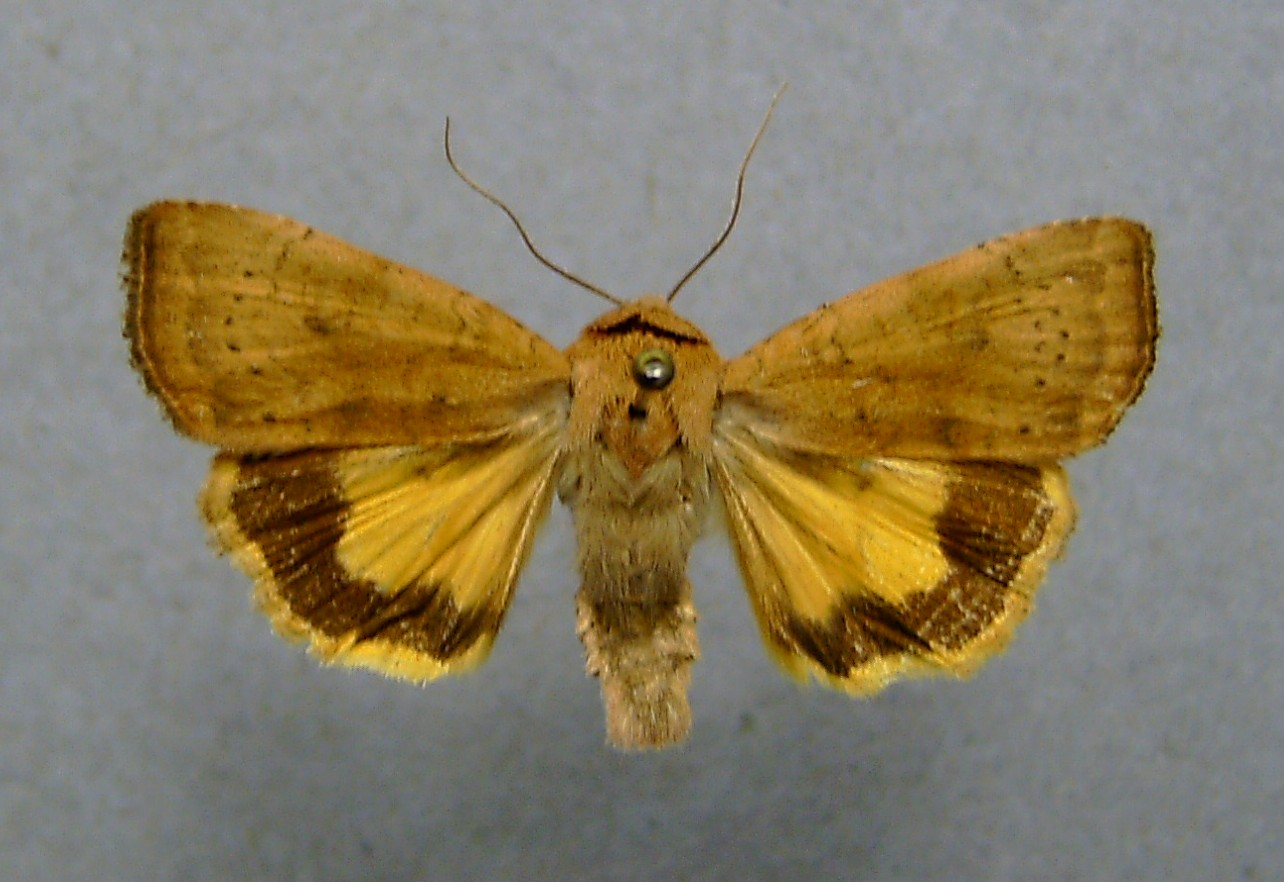
Noctua interjecta
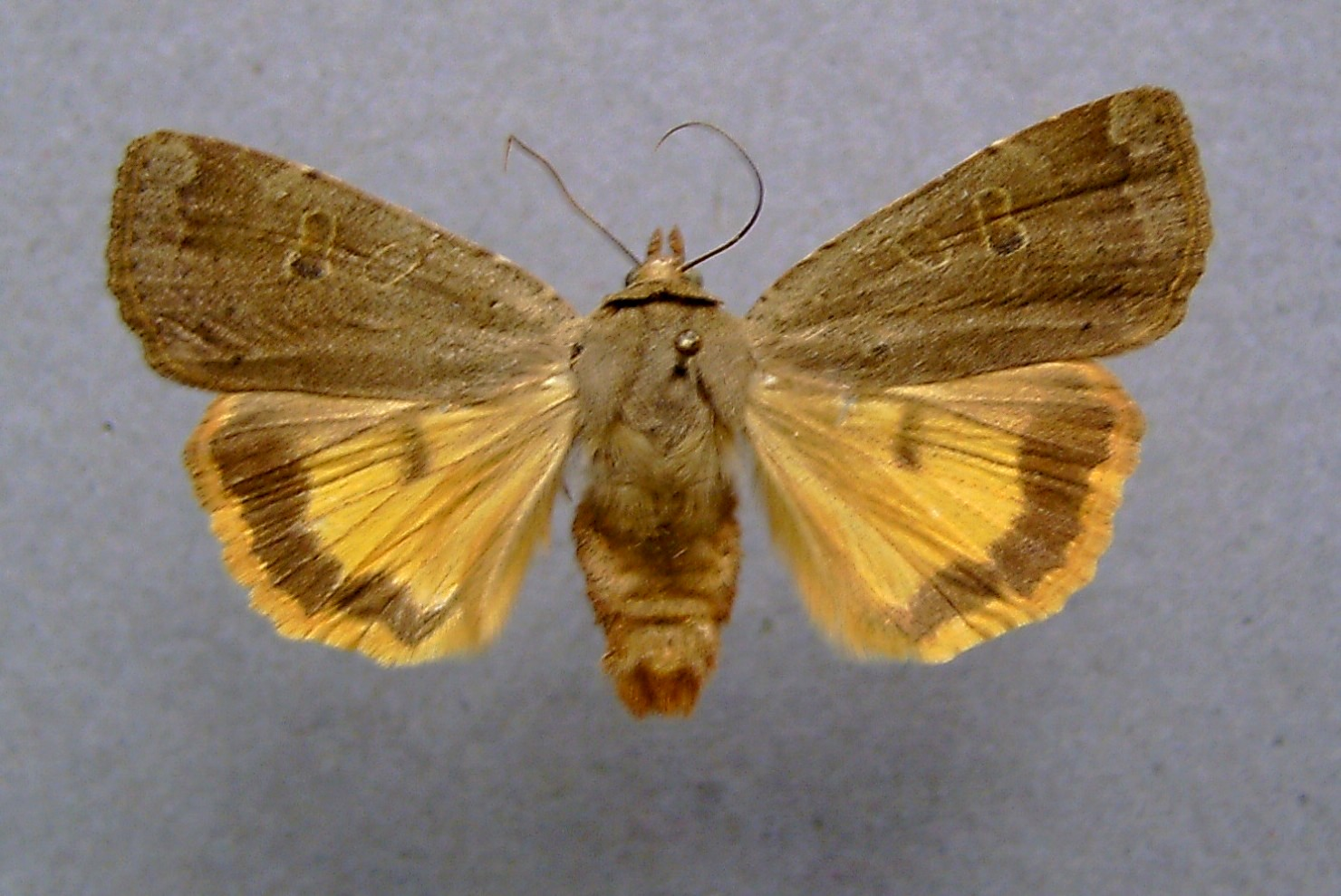
Noctua comes
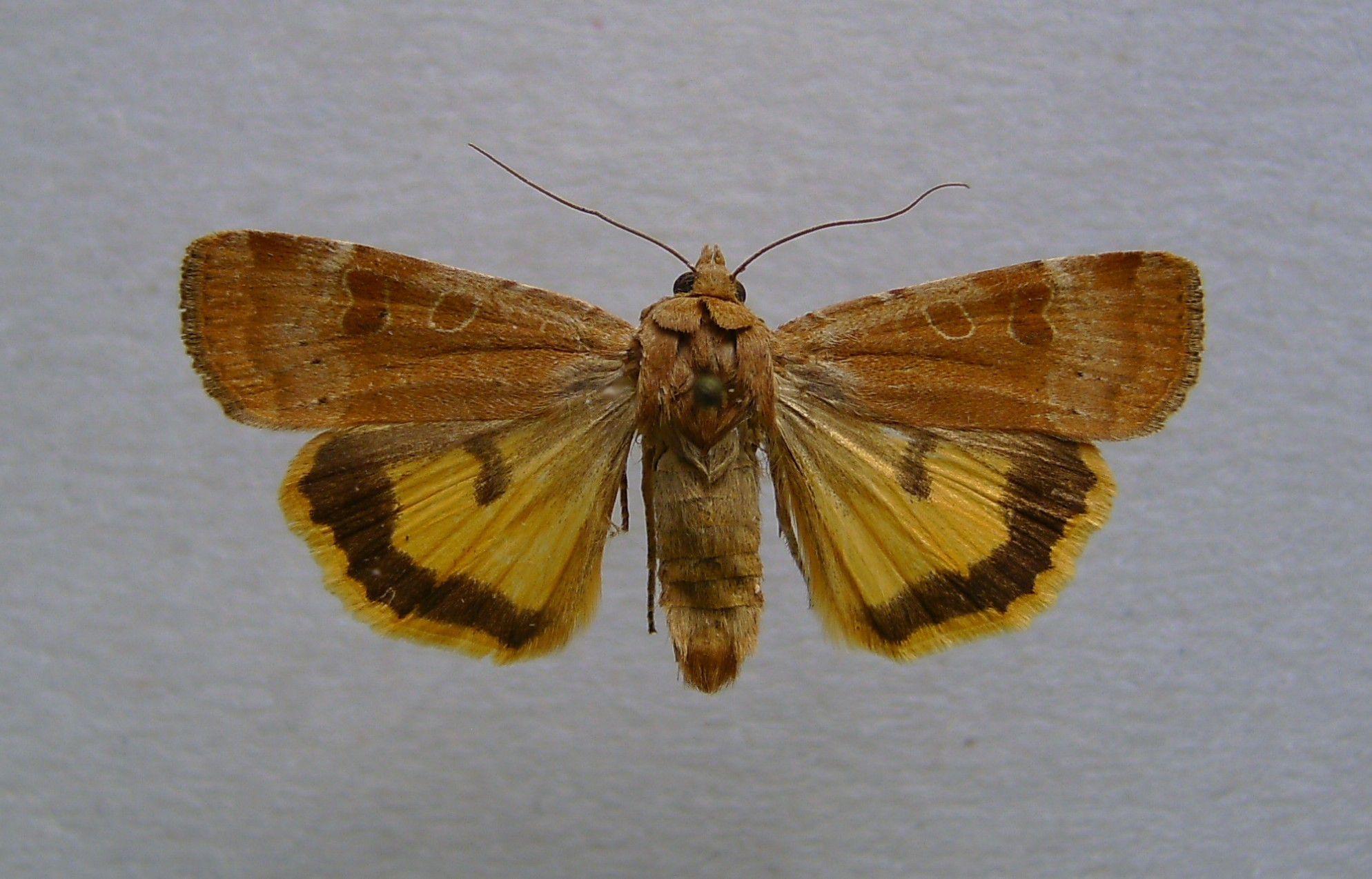
Noctua interposita
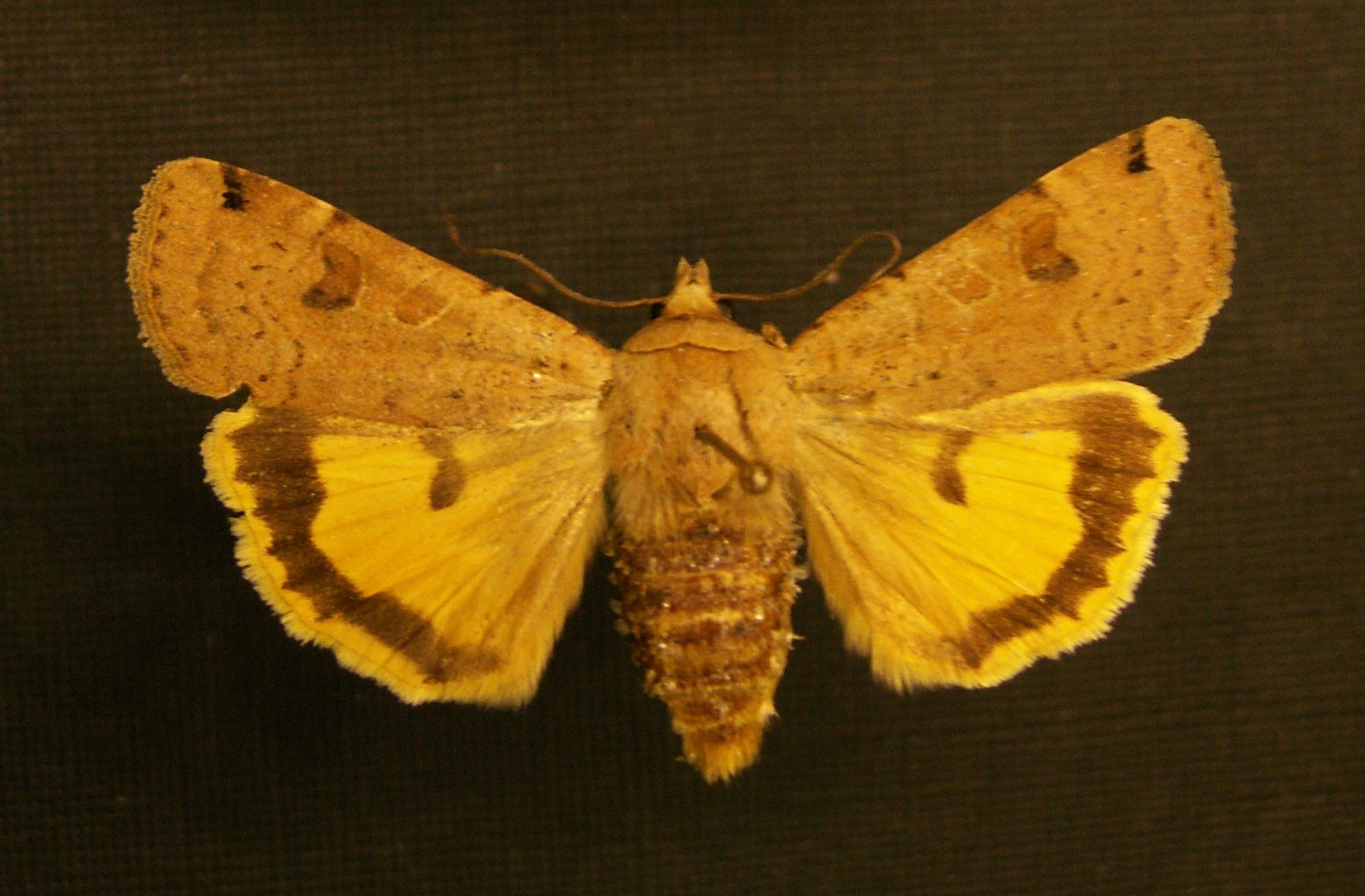
Noctua orbona
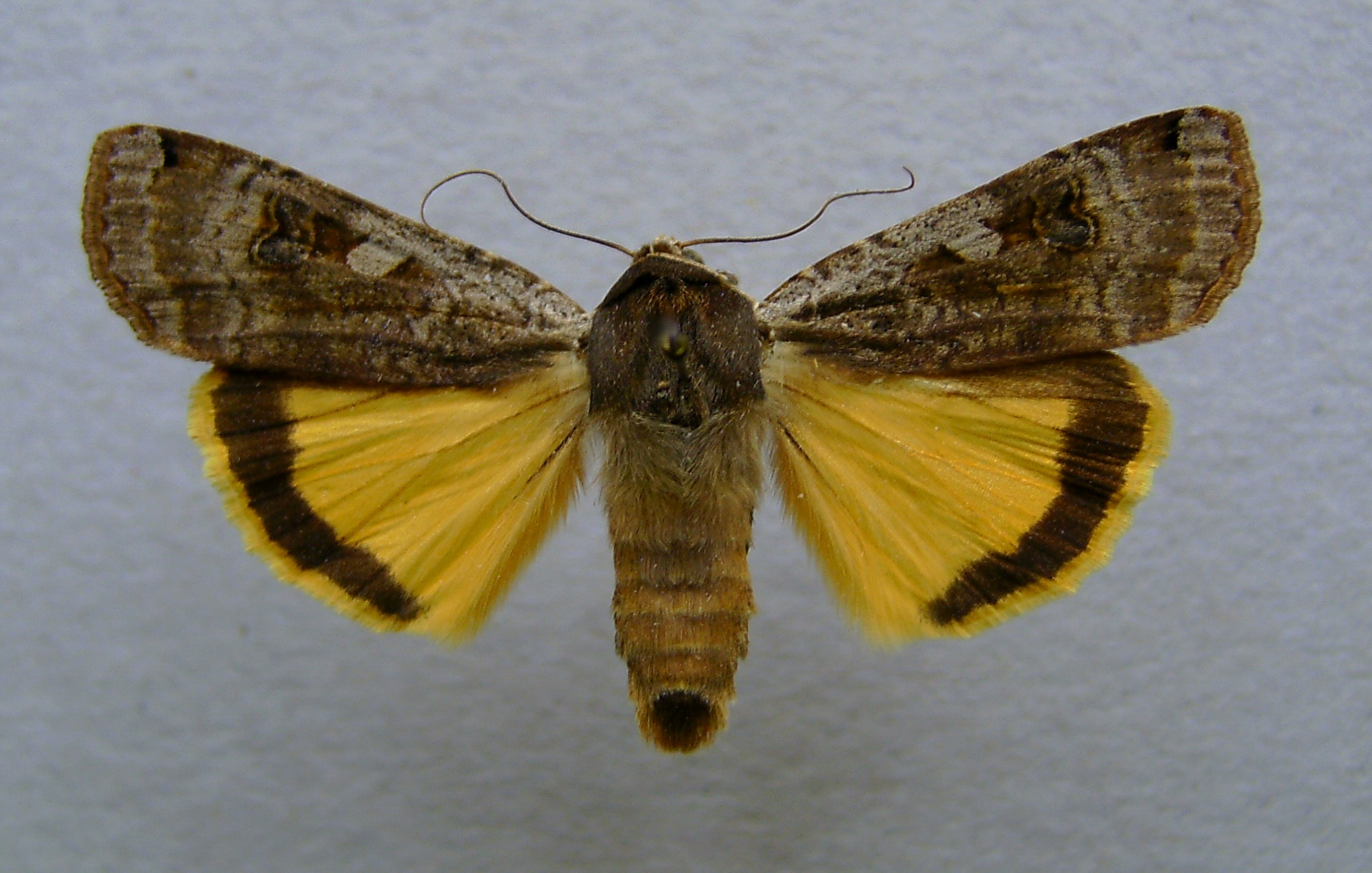
Noctua pronuba
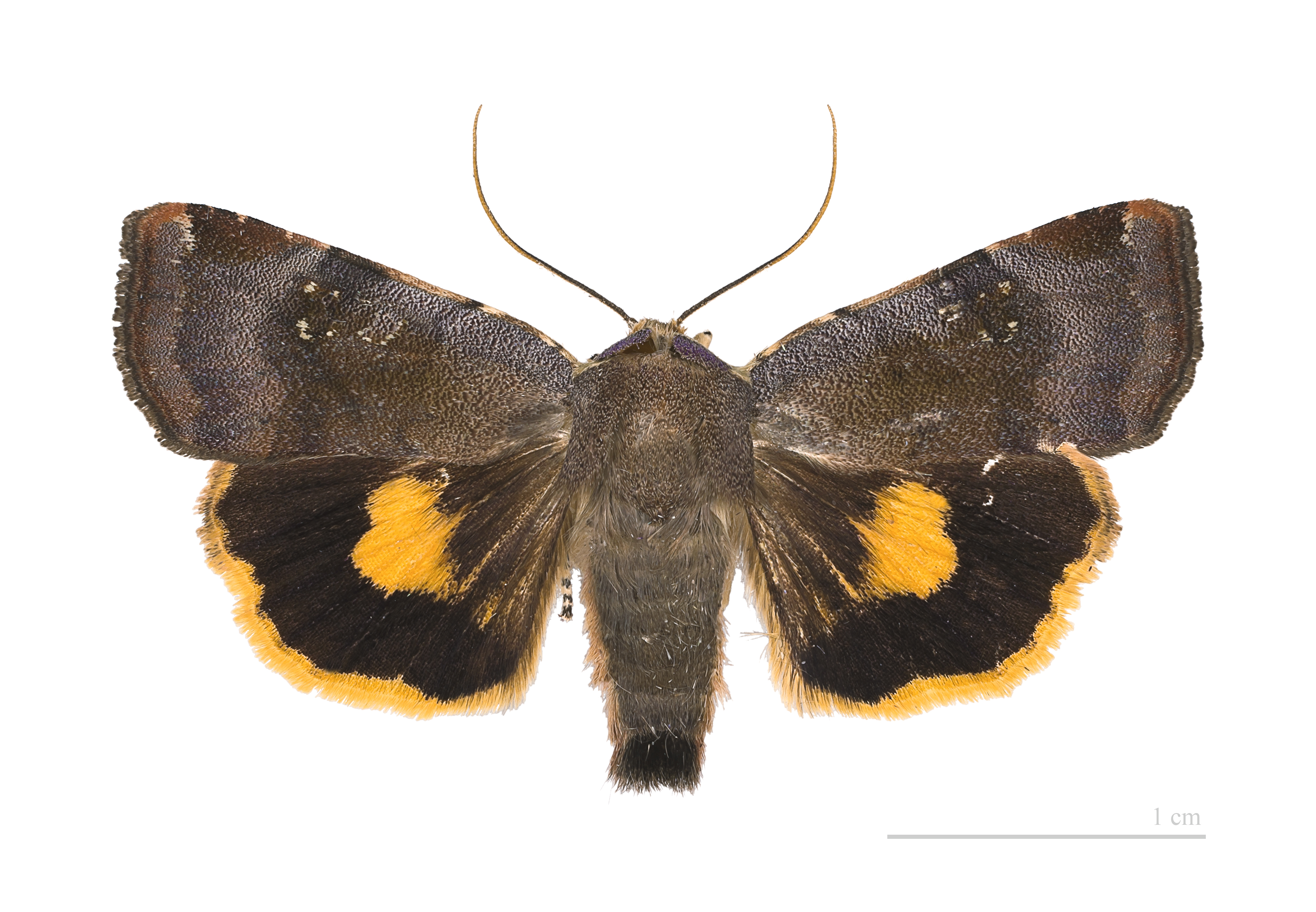
Noctua janthina
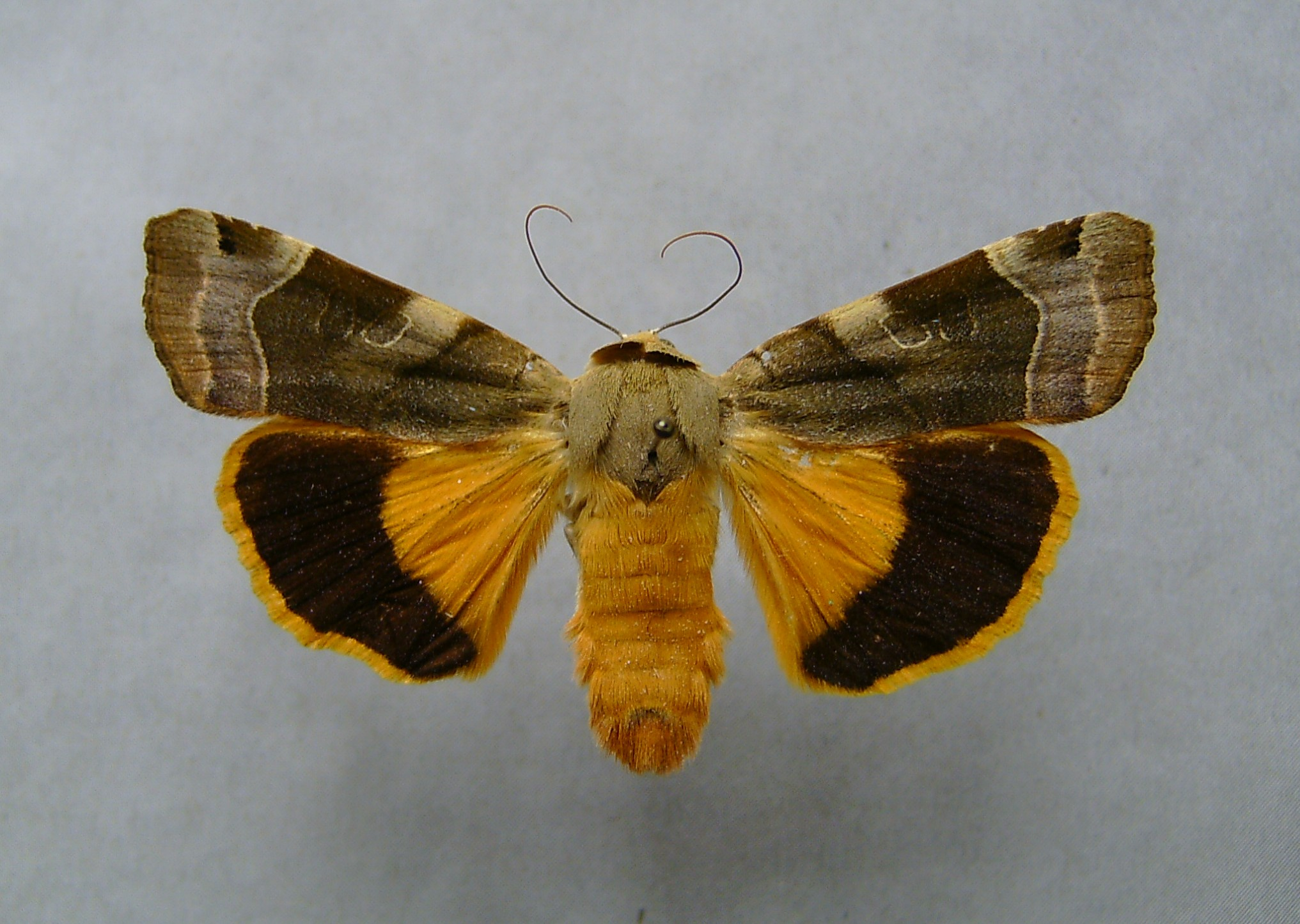
Noctua fimbriata
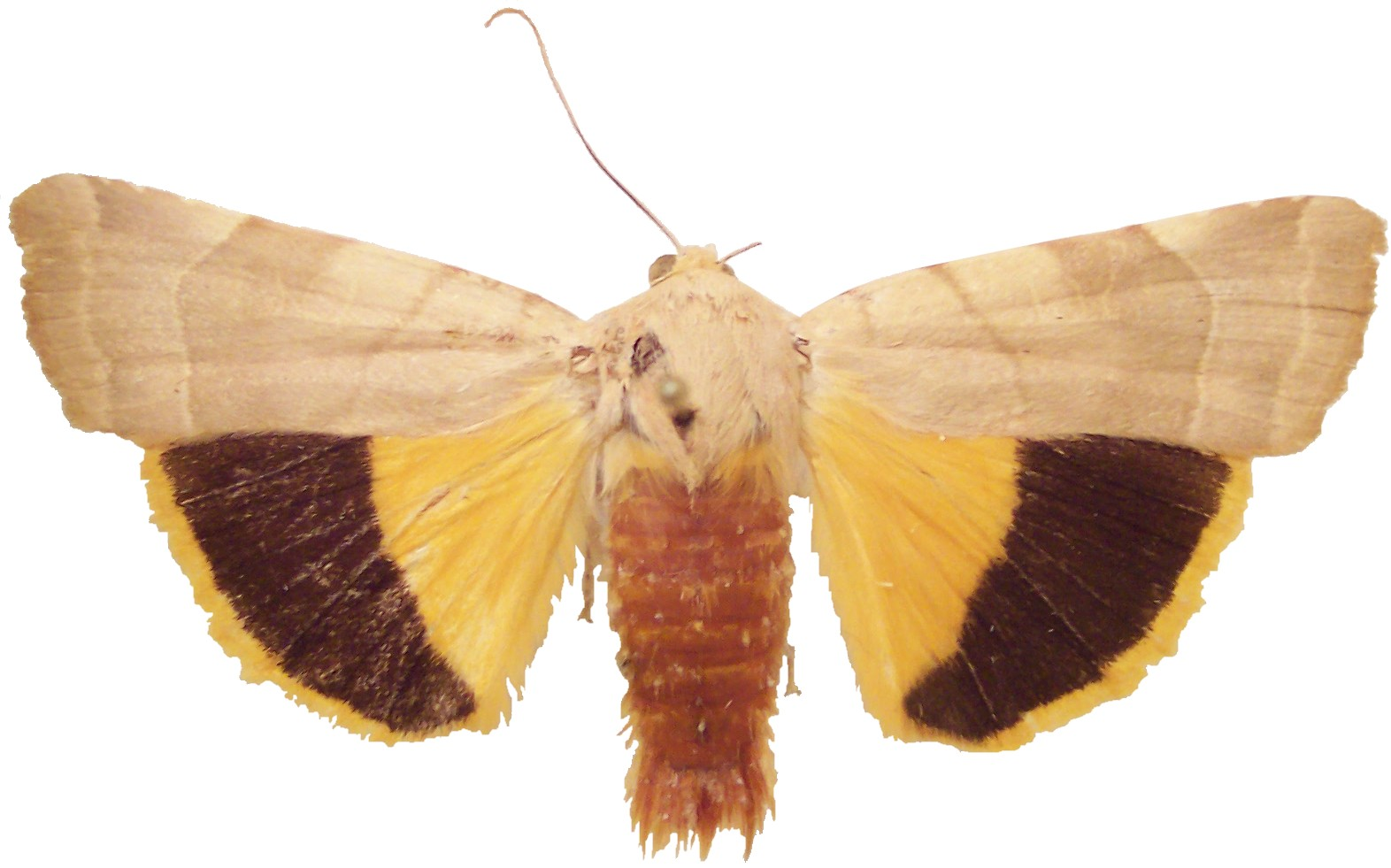
Noctua tirrenica
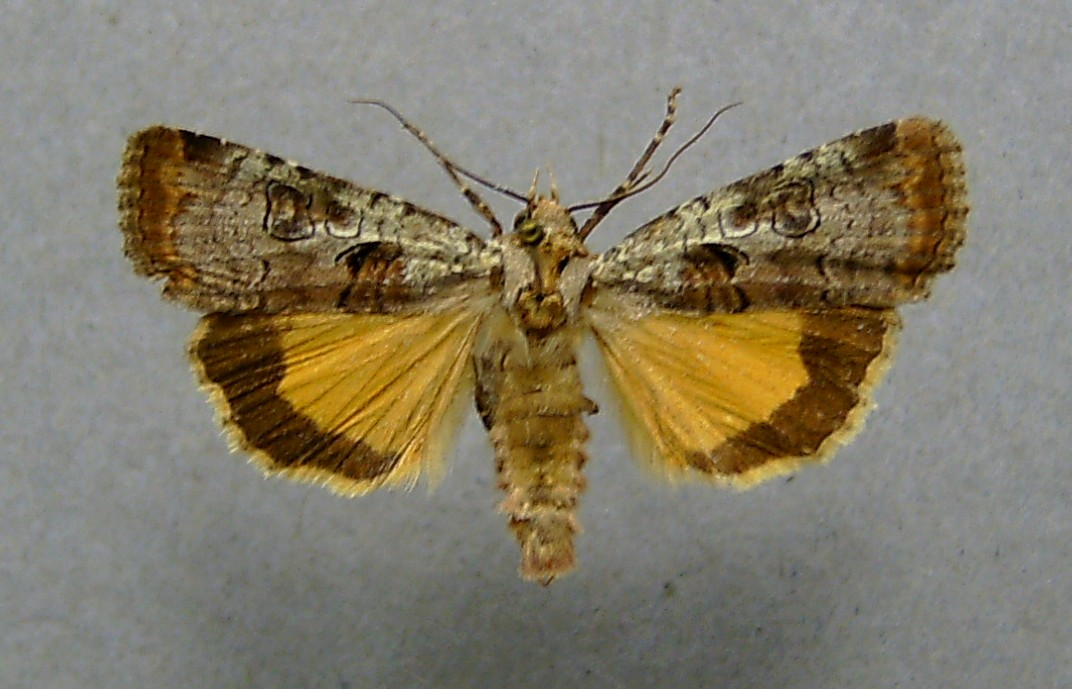
Epilecta linogrisea